# Párizsi szívdobbanás
A Párizsi szívdobbanás (eredeti címén Boum sur Paris) 1954-ben bemutatott francia filmdráma. Rendezője Maurice de Canonge, a főszerepben Jacques Pills és Danielle Godet láthatók.

## Tartalom
A minisztérium, egy rendkívül robbanékony szert fejleszt ki, amely az SX3 nevet kapja. A laboratóriumban, egy parfümös üvegbe helyezik, amire az van írva, hogy "Bumm". Az üvegeket véletlenül összekeverik, majd kisorsolják egy fogadóban, és mindenki kétségbeesetten az SX3-at keresi.

## Szereplők
| Szereplő           | Színész        |
| ------------------ | -------------- |
| Gilbert Sestrieres | Jacques Pills  |
| Héléne             | Danielle Godet |
| Calchas            | Arnaud Bernard |
| Lola Robert        | Luce Feyrer    |
| Önmaga             | Édith Piaf     |
| Önmaga             | Juliette Gréco |
| Önmaga             | Gary Cooper    |
| Önmaga             | Gregory Peck   |